# William L. Shirer
William Lawrence Shirer, meglio conosciuto come William L. Shirer (Chicago, 23 febbraio 1904 – Boston, 28 dicembre 1993), è stato un giornalista e storico statunitense.

## Biografia
Shirer lasciò nel 1925 gli Stati Uniti e, dopo una lunga attività giornalistica a Parigi, Londra, Vienna, Roma e in Spagna, come inviato della Chicago Tribune, divenne nel 1932 corrispondente europeo della Columbia Broadcasting System. Grazie alla sua eccezionale sensibilità politica, riuscì sempre ad essere spettatore dei più drammatici avvenimenti di quegli anni: era in Germania nei giorni dell'ascesa di Hitler, a Vienna durante la crisi dell'Anschluss, in Cecoslovacchia al tempo dell'invasione delle truppe naziste. Dal 1938 al 1940 fu corrispondente radiofonico della CBS a Berlino: decise di abbandonare il paese perché oppresso dalla censura nazista e temendo che si potesse montare contro di lui un processo farsa per spionaggio.
Tornato in patria nel 1941, pubblicò i suoi ricordi nel volume Diario Berlinese, che suscitò subito enorme interesse. Seguirono altre inchieste ed altre corrispondenze (in particolare Shirer seguì attentamente le udienze del processo di Norimberga). Nel periodo che vide il diffondersi del maccartismo la sua larghezza di vedute, la sua vicinanza ad ambienti di sinistra e comunista, le sue amare critiche alla politica statunitense provocarono forti diffidenze nei suoi confronti. Costretto a lasciare la radio, si ritirò allora in una fattoria del Connecticut, dove in cinque anni d'intenso lavoro stese la sua opera principale, che intitolò Storia del Terzo Reich (The Rise and Fall of the Third Reich), in cui poté mettere a frutto la sua larga esperienza politica, convalidata da una quantità eccezionale di documenti inediti.

## Opere
- Berlin Diary: The Journal of a Foreign Correspondent, 1934-1941, Alfred A. Knopf, New York, I ed. 1941 - nuova edizione, 1968-2011, Rosetta Books, LLC.
- End of the Berlin Diary, Hamish Hamilton, 1948.
- The Traitor, Farrar, Straus and Company, New York, I ed. ottobre 1950 (romanzo).
- Midcentury Journey. The Western World Through Its Years of Conflict, 1952 (ha come argomento l'epoca dal 1900 al 1950).
- The challenge of Scandinavia: Norway, Sweden, Denmark and Finland in Our Time, Little, Brown and Company, I ed. 1955.
- Stranger come home. A Novel, Robert Hale, London, I ed. 1955.
- The Consul's Wife, Little, Brown and Company, Boston-Toronto, 1956.
- Storia del Terzo Reich (The Rise and Fall of the Third Reich, Simon & Schuster, New York, 1960), trad. di Gustavo Glaesser, Collana Biblioteca di cultura Storica n.73, Einaudi, Torino, 1962 ISBN 88-06-18796-1; Collana Piccola Biblioteca n.69, Einaudi, 1965-1980; Collana Einaudi Tascabili n.22, 1990; Collana Tascabili.Saggi, Einaudi, Torino, 2014 ISBN 978-88-06-22079-2.
- The Sinking of the Bismarck, Random House, New York, 1962; Sterling Publishing Company, 2006, ISBN 978-1-4027-3616-2
- Hitler, Collana I Contemporanei, a cura di Enzo Biagi, Della Volpe Editore, 1966.
- Diario di Berlino 1934-1947, Collana Saggi n.404, Einaudi, Torino, 1967.
- La caduta della Francia. Da Sedan all'occupazione nazista (The Collapse of the Third Republic: An Inquiry into the Fall of France in 1940), Collana Biblioteca di cultura storica n.112, Einaudi, Torino, 1971, ISBN 978-88-06-30742-4.
  - La caduta della Francia. Da Sedan all'occupazione nazista, Res Gestae, 2015, ISBN 978-88-66-97121-4.
- A Memoir of a Life and the Times. The Start: 1904-1930. 20th Century Journey, Simon & Schuster, 1976.
- A Native's Return, 1945-1988. 20th Century Journey, Little, Brown & Company, 1990, ISBN 978-0-316-78713-0.
- Mahatma Gandhi (Gandhi. A Memoir, Abacus Books, 1982), trad. di Amina Pandolfi, Frassinelli, Milano, 1983; Collana Sperling Paperback, Sperling & Kupfer, Milano, 1993, ISBN 978-88-78-24363-7.
- Gli anni dell'incubo: 1930-1940, trad. di Alessandro Sarti, Collezione Le Scie, Mondadori, Milano, 1986, pp. 533, ISBN 88-04-27569-3.
- Love and Hatred: The Stormy Marriage of Leo and Sonya Tolstoy, Simon & Schuster, 1994, ISBN 978-0-671-88162-7.
- Qui Berlino: 1938-1940. Radiocronache dalla Germania nazista. Introduzione di John Keegan ("This is Berlin". Reporting From Nazi Germany 1938-1940. With an Introduction by Sir John Keegan), trad. di Cesare Salmaggi, Collana Nuovi Saggi, Il Saggiatore, Milano, I ed. 2001, ISBN 88-515-2231-6; Collana Tascabili, Il Saggiatore, Milano, 2012, ISBN 978-88-565-0296-1.